# Cataratas Jog
Las cataratas Jog (en inglés, Jog Falls; en canarés, ಜೋಗ ಜಲಪಾತ) son unas cataratas creadas por el río Sharavathi al precipitarse por una caída de 253 m de altura, las cascadas en picado o en el vacío más altas de la India. Localizadas en el distrito de Shimoga, en el estado de Karnataka, estas caídas segmentadas son una importante atracción turística. También se las llama por otros nombres, como cataratas Gerusoppe, cataratas Gersoppa o Jogada Gundi.
Hay muchas cataratas en Asia —y también en la India— que caen desde una altura superior. Pero, a diferencia de esas caídas, las cataratas Jog son aéreas, es decir, caen directamente y no discurren sobre las rocas. Por lo tanto, pueden ser descritas como las cascadas más verticales de la India. La conocida base de datos sobre cascadas («waterfall database») le da 83 puntos escénicos, asignándole al Salto Ángel 97.

## Descripción
El río Sharavathi, un corto río costero de 128 km que desagua en el mar Arábigo, se divide en este lugar en cuatro tramos diferentes que se denominan de acuerdo a como se perciben sus trayectorias. Yendo de izquierda a derecha en la foto adjunta, los nombres y las razones para nombrar cada una de las caídas son:
- Raja (rey): llamada así por su apariencia de una caída "digna" y «serena».
- Roarer (vocinglero): esta corriente surge de una masa de rocas, provocando un enorme estruendo.
- Rocket (cohete): consiste en un gran volumen de agua saliendo de una pequeña abertura a una gran velocidad.
- Rani (reina), también llamada Lady: la corriente tiene un bucle, una trayectoria torcida, que se dice se parece a los movimientos de una bailarina.

## Generación hidroeléctrica
Asociada a las cataratas está la cercana presa de Linganmakki a través del río Sharavathi. La central ha estado en funcionamiento desde 1948 y tiene 120 MW de capacidad, una de las mayores estaciones hidroeléctricas en la India en ese momento, ahora una pequeña fuente de energía eléctrica para Karnataka. La central eléctrica se llamaba en sus inicios proyecto hidroeléctrico Krishna Rajendra, en honor del rey de Mysore en ese momento. El nombre fue cambiado más adelante a proyecto hidroeléctrico Mahatma Gandhi. Fue atendido por la presa Hirebhaskara hasta 1960. Después de 1960, gracias a las visiones de Sir M. Visvesvarayya, la presa Linganmakki, construida a través del río Sharavathi se está utilizando para la generación eléctrica. Esta nueva presa sirve a las centrales de generación LDPH (55 mW), SGS (1035 MW) y Gerusoppa Tail (240 MW) y la vieja presa Hirebhaskara fue sumergida tal «como era».

## Cambios en el flujo de agua
Antes del inicio del monzón, cuando no hay mucha agua en la presa Linganmakki, las cataratas Jog son casi irreconocibles. En lugar del rugido, el aerosol y el flujo masivo de agua, solo hay un par de capas finas de agua corriendo por el acantilado, ya que el agua acumulada en la presa es exclusivamente para la generación de electricidad. Durante los monzones el agua de lluvia local es la fuente de agua de las cataratas. Si se pregunta a cualquiera lugareño por lo ocurrido con las cataratas, le dirá que las autoridades abren la presa durante los fines de semana, cuando hay una gran cantidad de turistas para poder verla. Durante el monzón de 2007, debido a las fuertes lluvias, las autoridades tuvieron que abrir la presa. Debido a esto, las caídas de agua se vieron en su mejor momento. Desafortunadamente, esto también dio lugar a la inundación de muchos pueblos por el río, destruyendo los cultivos y la industria de la pesca durante semana.

Variabilidad del caudal
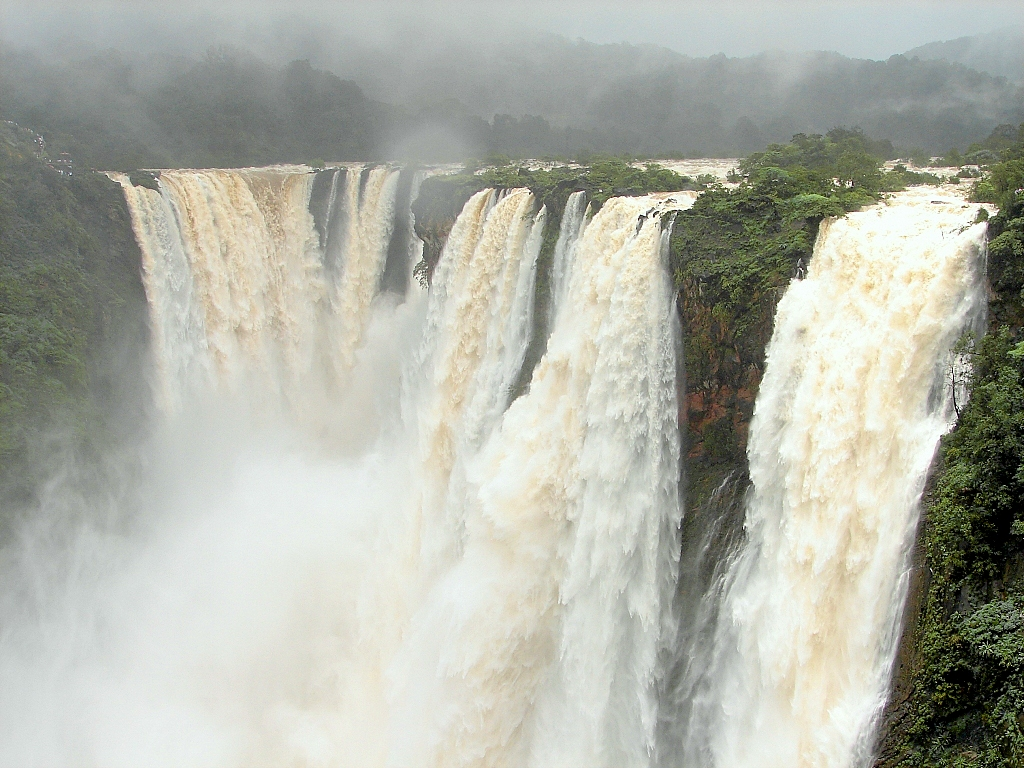
Las cataratas rugientes a mitad del monzón
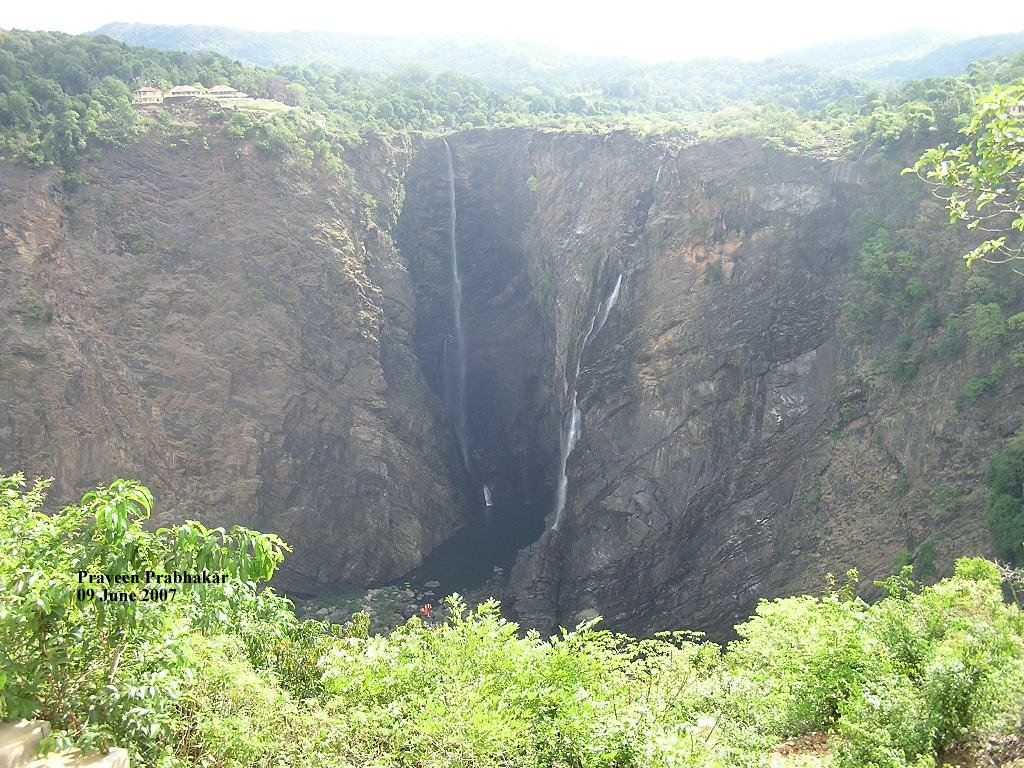
Las cataratas durante el verano
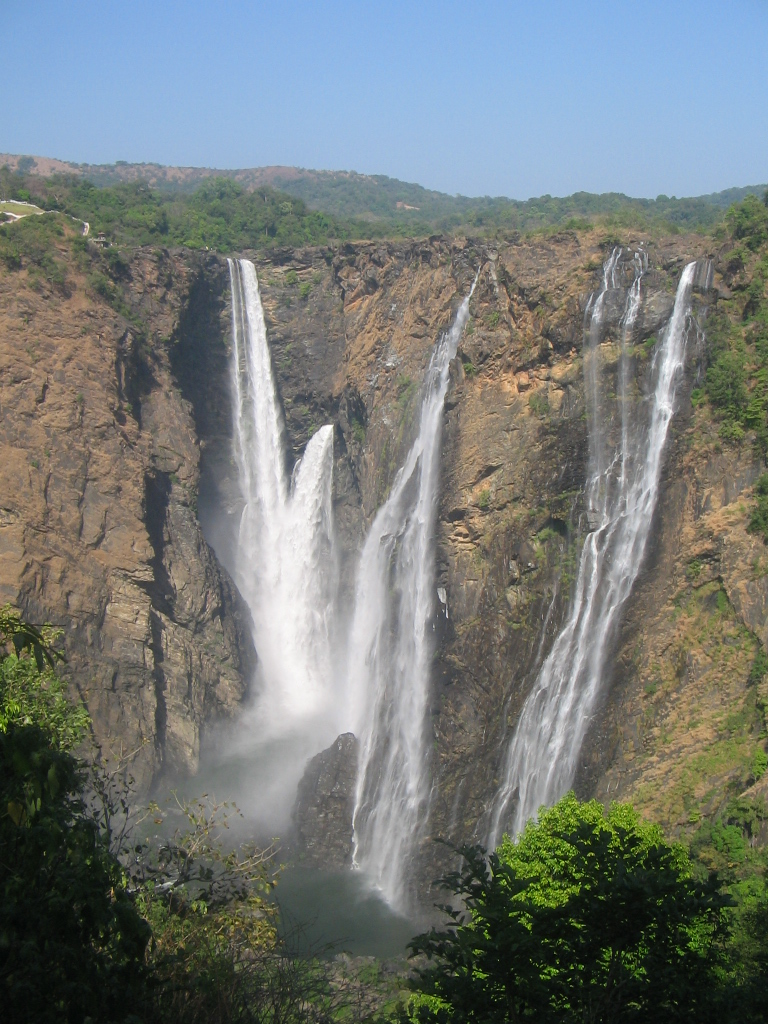
Las cataratas en invierno (dic. 2006)